# Tomasz Motyka
Tomasz Marek Motyka (ur. 8 maja 1981 we Wrocławiu) – polski szpadzista, srebrny medalista igrzysk olimpijskich w Pekinie w turnieju drużynowym (w finale Polacy w składzie: Tomasz Motyka, Radosław Zawrotniak, Robert Andrzejuk, Adam Wiercioch przegrali z Francją). Brązowy medalista mistrzostw świata w Antalyi (2009) w turnieju drużynowym.
Wielokrotnie zdobywał medale mistrzostw Europy, w tym: srebro drużynowo na ME w Moskwie (2002), brąz indywidualnie na ME w Bourges (2003), srebro drużynowo na ME w Kopenhadze (2004), złoto indywidualnie i drużynowo na ME w Zalaegerszeg (2005), srebro drużynowo na ME w Izmirze (2006) i ME w Gandawie (2007) oraz brąz indywidualnie podczas ME w Sheffield (2011).
Był zawodnikiem AZS AWF Wrocław. Jest wychowankiem trenera Adama Medyńskiego, od 2010 prowadził go Paweł Krawczyk. Sześciokrotnie zdobywał tytuł mistrza Polski – 2002, 2003, 2004, 2007, 2009 i 2013.
Pracował jako tester oprogramowania, jako nauczyciel świetlicy (w szkole w Kiełczowie), jako specjalista ochrony środowiska w prywatnej firmie, a także przez rok jako nauczyciel w Akademii Wychowania Fizycznego we Wrocławiu, na której w 2016 uzyskał stopień doktora nauk o kulturze fizycznej na podstawie pracy Trening z powiększoną oddechową przestrzenią martwą a tolerancja składu powietrza pod maska szermierczą napisanej pod kierunkiem Iwony Wierzbickiej-Damskiej. W 2012 podjął własną działalność gospodarczą związaną ze sportem i edukacją. Podjął też pracę w MPWiK Wrocław.
W 2018 w wyborach samorządowych został wybrany z listy Prawa i Sprawiedliwości na radnego miasta Wrocławia. W lutym 2019 odszedł z klubu PiS i wkrótce przystąpił do klubu Sojusz dla Wrocławia, wraz z którym w styczniu 2021 współtworzył klub Forum Jacka Sutryka Wrocław Wspólna Sprawa. W grudniu 2023 wstąpił do partii Centrum dla Polski, w styczniu 2024 zasiadł w jej dolnośląskim zarządzie. W kwietniu tego samego roku bez powodzenia kandydował z listy Trzeciej Drogi do sejmiku dolnośląskiego. W grudniu 2024 został wybrany w skład rady krajowej CdP.
Został odznaczony Złotym Krzyżem Zasługi (2008).
Jego pradziadek Jan Minor był w latach 30. XX wieku burmistrzem Tomaszowa Lubelskiego.